# Roger Marche
Roger Marche (Villers-Semeuse, 5 marzo 1924 – Charleville, 1º novembre 1997) è stato un calciatore francese di ruolo difensore.

## Biografia
Nato a Villers-Semeuse, Marche crebbe calcisticamente nella sua regione d'origine. Grazie alle sue qualità difensive, ottenne rapidamente un posto da titolare nelle squadre in cui militò, diventando un punto di riferimento del calcio francese negli anni '40 e '50.
Soprannominato Le sanglier des Ardennes (il cinghiale delle Ardenne) per la sua grinta e il suo stile di gioco aggressivo, Marche è uno dei giocatori con più presenze nella Ligue 1, avendo giocato tra il 1944 e il 1962 per lo Stade Reims e il RC Paris. Partecipò al Mondiale 1954 e al Mondiale 1958 con la Nazionale francese.

## Palmarès

### Club

#### Competizioni nazionali
- Campionato francese: 2

Stade Reims: 1948-1949, 1952-1953
- Coppa di Francia: 1

Stade Reims: 1949-1950
- Supercoppa francese: 1

Stade Reims: 1949

#### Competizioni internazionali
- Coppa Latina: 1

Stade Reims: 1953